# Elaphoglossum choquetangae
Elaphoglossum choquetangae är en träjonväxtart som beskrevs av M. Kessler och Mickel. Elaphoglossum choquetangae ingår i släktet Elaphoglossum och familjen Dryopteridaceae. Inga underarter finns listade.